# Frame Relay
Frame Relay ist eine Datenübertragungstechnik, die ursprünglich eine Weiterentwicklung von X.25 darstellte. Viele Netzbetreiber bieten heute Frame-Relay-Verbindungen als günstigere Alternative zu einer Standleitung an. In Europa werden zum Beispiel häufig die Basisstationen des GSM-Netzes, die die Funksignale der Mobiltelefone empfangen und ins Festnetz überleiten, über Frame Relay angebunden.

## Umsetzung
Frame Relay multiplext wie X.25 beziehungsweise das Datex-P-Netz die Datenströme verschiedener Sende- beziehungsweise Empfangsstationen nach statistischen Gesichtspunkten über eine Leitung und unterstützt dabei Geschwindigkeiten zwischen 56 kbit/s und 45 Mbit/s. Häufig wird Frame Relay mit einer garantierten Übertragungsgeschwindigkeit (CIR von Committed Information Rate) und einer kurzzeitigen Überschreitung der Übertragungsgeschwindigkeit (EIR von Excess Information Rate) angeboten.
Die größte Verbesserung im Gegensatz zu X.25 ist die Unterstützung höherer Bandbreiten. X.25 wurde ursprünglich zur Übertragung von Daten über Telefonleitungen entwickelt, die selten bessere Fehlerraten als 1:10.000 haben (d. h. weniger als 1 fehlerhaftes Bit auf 10.000 übertragene Bits haben). Deswegen hat X.25 aufwendige Mechanismen zur Korrektur von Fehlern und zur wiederholten Übertragung von Datenblöcken. Frame Relay hat diese Mechanismen nicht.
Eine Gemeinsamkeit mit X.25 ist, dass Frame Relay in der Regel verbindungsorientiert ist. Für jeden Teilnehmer wird eine eigene virtuelle Verbindung aufgebaut. Es sind jedoch auch sogenannte Punkt-zu-Mehrpunkt-Verbindungen möglich.
Frame Relay ist eine effektive Datenübertragungstechnik für Datenströme, die eine konstante Bitrate haben wie zum Beispiel digitalisierte Sprache. Für Datenübertragungen mit stark wechselndem Verkehrsprofil oder auch für Multimedia ist sie nicht besonders gut geeignet. Trotzdem wird sie wegen der geringen Kosten gerne für die Verbindung von LANs über Weitverkehrsstrecken verwendet. Die Fehlerrate ist dann aber in Lastsituationen deutlich spürbar.
Frame Relay wurde entwickelt, um eine effiziente Ausnutzung der existierenden technischen Ressourcen zu ermöglichen. Der Anbieter kann allen Kunden in Summe mehr Übertragungskapazität anbieten als ihm zur Verfügung steht, da die meisten Kunden nicht immer 100 Prozent ihrer „Leitung“ ausnutzen. In manchen Marktsegmenten bekam Frame Relay deswegen einen schlechten Ruf – da einige Anbieter in Summe deutlich mehr Bandbreite verkauften, als ihnen tatsächlich zur Verfügung stand.
Frame Relay wird zunehmend von ATM und Produkten, die auf IP basieren, ersetzt. Besonders übernehmen zunehmend Virtuelle Private Netze als preiswertere und MPLS-Netze als breitbandigere Alternative das Marktsegment von Frame Relay.

## Format der Dateneinheiten
Der Datenframe eines Frame-Relays ist folgendermaßen aufgebaut:
| Flag (1 Byte) | Adresse (2–4 Byte, s. u.) | Nutzdaten (variabel) | FCS (2 Byte) | Flag (1 Byte) |

Das Feld Adresse enthält neben der Verbindungskennung Verkehrsparameter für die Behandlung von Stausituationen (Flusskontrolle) und ist folgendermaßen aufgebaut:
| DLCI (6 Bit) | C/R (1 Bit) | EA (1 Bit) | DLCI (4 Bit) | FECN (1 Bit) | BECN (1 Bit) | DE (1 Bit) | EA (1 Bit) |

Erläuterungen zum Adressfeld:
| Bezeichnung     | Erklärung |
| --------------- | --- |
| DLCI            | Data Link Connection Identifier. Numerischer Wert, um die virtuellen Verbindungen zu identifizieren. |
| C/R             | Command/Response. |
| FECN            | Forward Explicit Congestion Notification. Dient der Staumeldung. Eine FECN-Meldung wird bei Überlast an den Empfänger gesendet. |
| BECN            | Backward Explicit Congestion Notification. Dient der Staumeldung. Eine BECN-Meldung mit der Aufforderung, die Datenrate zu verringern, wird bei Überlast an den Sender übertragen. |
| DE              | Discard Eligibility Indicator. Dateneinheiten, bei denen dieses Flag gesetzt ist, können bei Überlast verworfen werden. Dieses Flag wird vom Frame-Relay-Switch des Providers gesetzt, wenn das gekaufte Datenvolumen erreicht wurde. Das Flag kann auch vom Kunden gesetzt werden und ermöglicht so, vom Kunden ausgewählte Daten auch in Lastsituationen garantiert zu übertragen. |
| EA              | Address Field Extension Bit. Ist dieses Flag gesetzt, bedeutet dies, dass noch weitere Oktette (Bytes) im Header folgen. Hierdurch kann der Kopf der Dateneinheit erweitert werden. |
| Maximaler Burst | maximale Anzahl von Bits in einer bestimmten Zeitspanne (bit/Zeit) |